# Kamtsjatkastroom

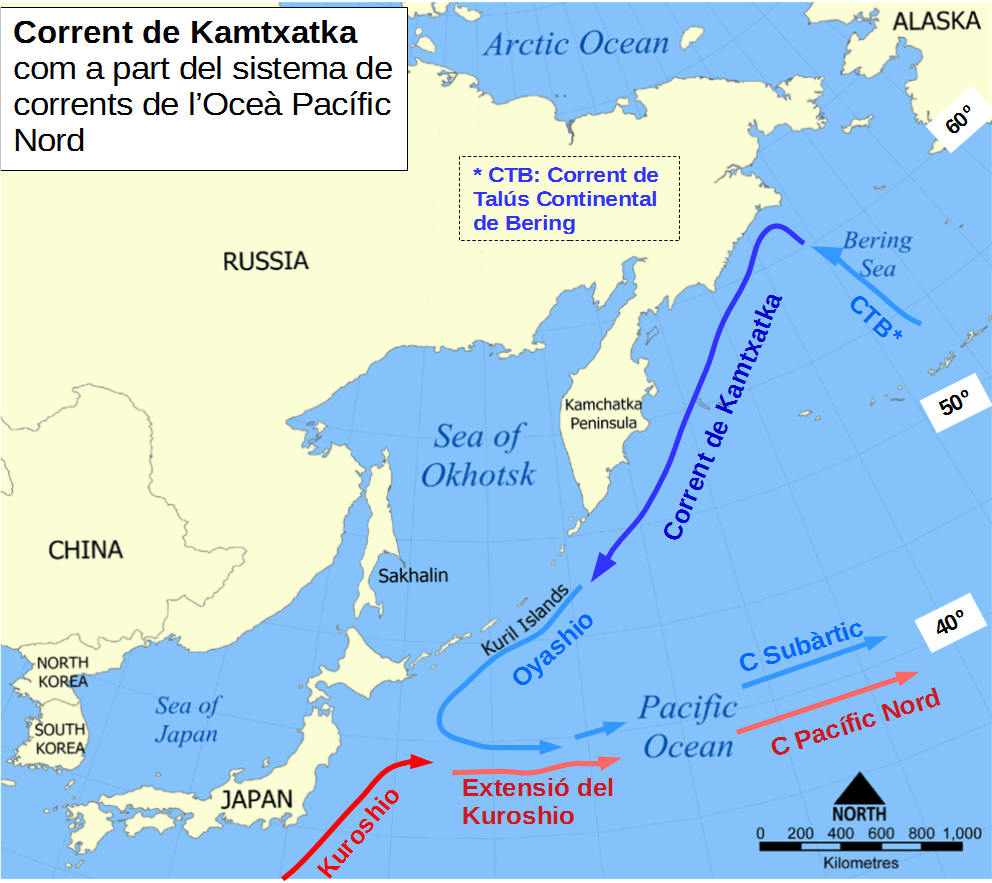
Kamtsjatkastroom

De Kamtsjatkastroom of Oost-Kamtsjatkastroom (EKC) is een koude zeestroom in het noordwesten van de Grote Oceaan, deels in de Beringzee. De zeestroom ligt voor de zuidkust van het Russische schiereiland Kamtsjatka en stroomt richting het zuidwesten. De zeestroom is onderdeel van de Beringzeegyre.
De zeestroom is het vervolg van de Beringhellingstroom (BSC) die zich in twee takken splitst bij de Kaap Navarin, waarvan de Anadyrstroom (AC) naar het noorden stroomt en de Kamtsjatkastroom naar het zuidwesten. Ter hoogte van de Aleoeten ontvangt het water van de Aleoetenstroom.
Ten zuiden van het schiereiland en de Koerilen splitst de Kamtsjatkastroom zich. De hoofdstroom gaat richting het zuidwesten als de Oyashio. Een ander deel buigt zich af naar het zuidoosten om op te gaan in de warmere Noordpacifische stroom. Nog een ander deel buigt zich af naar het noorden om de West-Kamtsjatkastroom te vormen, onderdeel van de Ochotskgyre.
De zeestroom stroomt door de mariene ecoregio Kamtsjatkakust en -plat.